# Victor Hubinon
Victor Hubinon, né le 26 avril 1924 à Angleur (province de Liège) et mort le 8 janvier 1979 à My (province de Liège) est un auteur de bande dessinée belge. Il signe aussi sous le pseudonyme de Victor Hughes.

## Biographie
Victor Hubinon naît le 26 avril 1924 à Angleur. Dès l'âge de dix-huit ans, il fréquente l'Académie des beaux-arts de Liège, où il apprend le dessin, la gravure et la peinture. En janvier 1966, une galerie de Liège expose une quinzaine de ses tableaux.
Réformé par l'armée belge en 1944, Hubinon s'engage dans la Royal Navy en 1945, mais il est à nouveau réformé à cause d'un mal de mer chronique et de rhumatismes articulaires.
Sa carrière de dessinateur est liée à celle de Jean-Michel Charlier. En 1946, ils réalisent ensemble L’Agonie du Bismarck pour Le Journal de Spirou. « C’était du dessin très réaliste et Charlier dessinait tout ce qui était technique, c’est-à-dire avions et bateaux. »
Le 2 janvier 1947, il crée graphiquement la série Buck Danny d’abord sur un scénario de Georges Troisfontaines (les onze premières planches) puis Charlier prend la relève. À cette époque Charlier collabore toujours au dessin des bateaux et des avions. En parallèle, Hubinon, toujours pour Le Journal de Spirou, a scénarisé et dessiné Rik Junior. Cette série n’a pas marché, en revanche, il rencontre rapidement le succès avec sa série Buck Danny qu’il dessine pendant plus de trente ans et qui connaît de courts récits publiés dans Risque-Tout.
Comme Charlier, Hubinon avait passé un brevet de pilote. Les deux amis faisaient du taxi aérien, du parachutage de journaux dans les Ardennes, de l'acrobatie. Un jour, Hubinon a dû se poser dans un champ de betteraves à Loncin, le moteur de son avion s'étant arrêté en plein vol.
Victor Hubinon doit aussi beaucoup à Jijé qui lui a appris les rudiments de la bande dessinée. Dans les années 1950, à la suite du départ de Jijé pour les États-Unis, il reprend provisoirement les personnages de Blondin et Cirage. De 1948 à 1959, il réalise divers albums et séries : Tarawa : Atoll sanglant, Joe la Tornade, les aventures de Pistolin, Tiger Joe, des biographies (Surcouf, Stanley et Mermoz), Fifi,. C’est à cette époque que Paape et Pascal ont collaboré avec Hubinon. « Paape est un chic type, parce que je pouvais avoir des problèmes, je lui téléphonais, il s’installait huit ou quinze jours chez moi et faisait mon boulot à ma place. » 
C’est en 1959, avec la naissance du journal Pilote, qu’il crée avec Charlier sa seconde série à succès, Barbe-Rouge. Il la dessine pendant plus de dix ans.
De 1963 à 1965, Hubinon scénarise, pour Paape, trois aventures de Pathos de Setungac dans Record.
En 1978, il scénarise et dessine La Mouette, sa dernière création pour Le Journal de Spirou, qui prépublie la même année sa quarantième et dernière histoire de Buck Danny, Ghost Queen.
Comme peintre, on lui doit plusieurs œuvres inspirées du courant surréaliste belge et de Magritte en particulier,. 
Il meurt dans la soirée du 8 janvier 1979 d'un infarctus du myocarde à 54 ans.

### Séries les plus connues

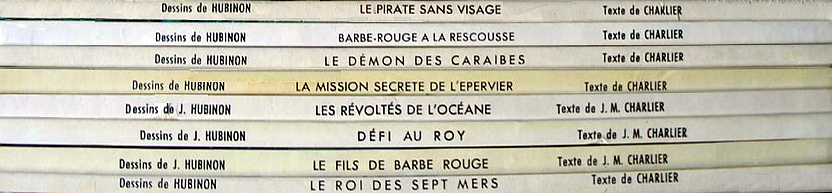
Quelques albums de Barbe-Rouge.

## Albums et séries

### Albums et séries réalistes
- Joe la tornade (scénario Charlier).

- La Mouette (dessin et scénario).

- Stanley (scénario Joly).

### Albums et séries humoristiques signés Victor Hughes
- Fifi[8] (dessin et scénario).
- Jeannot (scénario Goscinny).
- Pathos de Setungac (scénario Hubinon, dessin Paape).
- Rik Junior (dessin et scénario).
- Pistolin (scénario Goscinny).

### Artbooks
- Christelle Pissavy-Yvernault et Bertrand Pissavy-Yvernault, Franquin, Morris, Jijé, Sempé... : 200 couvertures inédites pour le journal Le Moustique, Marcinelle, Dupuis, 1er novembre 2015, 312 p., ill. ; 29,8 cm (ISBN 978-2-8001-6571-4, présentation en ligne).
- Victor Hubinon - Une vie en dessins[15],[16],[17], Dupuis - Champaka, 14 janvier 2022
Scénario : Daniel Couvreur - Dessin : Victor Hubinon - Couleurs : quadrichromie -  (ISBN 978-2-390-41003-4)

## Précision technique
Début 1958, Victor Hubinon est interrogé, dans les bureaux bruxellois du Journal de Spirou, par deux officiels de la défense nationale belge. Ils désiraient savoir où Victor Hubinon s'était procuré certains détails reproduits dans les dessins de Buck Danny, détails encore tenus secrets au grand public et dont seuls quelques initiés étaient au courant en Europe et aux États-Unis. Comme Victor Hubinon s'est retranché derrière le secret professionnel pour ne pas dévoiler ses sources de documentation, les deux messieurs sont partis sans donner suite à l'affaire. La rédaction du Journal de Spirou n'a pas précisé de quels dessins il s'agissait.

## Réception

### Prix et distinctions
- 1971 :  prix Saint-Michel du meilleur dessin réaliste, pour l'ensemble de son œuvre[19].

### Hommage
Morris rend hommage à Victor Hubinon dans le tome 18 des Aventures de Lucky Luke, À l'ombre des derricks, sous les traits de Barry Blunt, un prospecteur faisant office de méchant dans l'aventure.

### Postérité
Selon Patrick Gaumer : « Victor Hubinon s'impose avec Buck Danny puis Barbe Rouge, comme l'un des maîtres de la bande dessinée réaliste franco-belge. »

#### Livres
: document utilisé comme source pour la rédaction de cet article.
- Jean Van Hamme, Introduction à la bande dessinée belge, Bruxelles, Bibliothèque royale de Belgique, 1968, 80 p., ill. ; 26 cm (lire en ligne), p. 27[catalogue] publié à l'occasion de l'exposition La bande dessinée en Belgique, Bibliothèque Albert Ier, [Bruxelles], du 29 juin au 25 août 1968.
- Jacques Fiérain, « Hubinon, Victor », dans La BD dans les provinces de Liège, Namur et Luxembourg, Charleroi, Éd. l'Âge d'or, 2004, 112 p., ill. ; 31 cm (ISBN 9782960019698, OCLC 470388297, présentation en ligne), p. 52.
- Patrick Gaumer, « Hubinon, Victor », dans Dictionnaire mondial de la BD, Paris, Larousse, 2010, 953 p., ill. ; 27 cm (ISBN 978-2-0358-4331-9 et 2-0358-4331-6, OCLC 920924930, présentation en ligne), p. 424-425. .
- François Ayrolles, « Charlier et Hubinon passent un interrogatoire », dans Moments clés du journal de Spirou 1937-1985, Marcinelle, Dupuis, coll. « Patrimoine », 2 mars 2018, 312 p., ill. ; 20,8 cm (ISBN 9782800171142 et 2800171146, OCLC 1034784873, présentation en ligne), p. 179-180.
- Vincent Rixhon, Victor Hubinon, Chronologie d'une vie, 2018, 205 p.

#### Périodiques
- Victor Hubinon (interviewé), Albert Weinberg (interviewé) et Michel Claes (intervieweur), « Victor Hubinon et Albert Weinberg face à face », Phénix, no 6,‎ 1968, p. 39-41.
- Jean Léturgie, « Victor Hubinon : 32 Ans de bande dessinée », Schtroumpfanzine, no 27,‎ février 1979, p. 12.
- Hugues Dayez, « Les Aventures d'un journal : Un essai humoristique de Victor Hubinon (Rik junior) », Spirou, Dupuis, no 3811,‎ 27 avril 2011, p. 27.

#### Articles
- Gilles Ratier, « « Buck Danny » et la World’s Presse », BDzoom,‎ 10 janvier 2011 (lire en ligne, consulté le 3 septembre 2022)
- Henri Filippini, « Buck Danny : histoires courtes… », BDzoom,‎ 13 juin 2020 (lire en ligne, consulté le 19 décembre 2022).

### Vidéographie
- [vidéo] « Les 50 ans de Victor Hubinon (1974) », sur YouTube
- [vidéo] « Victor Hubinon 1979 », sur YouTube